# Елисеев, Николай Александрович (биатлонист)
Николай Александрович Елисеев (18 ноября 1982, Свердловск) — российский биатлонист, бронзовый призёр всемирной Универсиады, участник Кубка IBU, неоднократный чемпион России. Мастер спорта России (2001).

## Биография
Воспитанник ШВСМ г. Екатеринбурга, первый тренер — М. С. Новиков. Также тренировался в «Академии биатлона» (Красноярск). Выступал за Свердловскую область и параллельным зачётом за Красноярский край. Тренеры на взрослом уровне — В. А. Шитиков, К. А. Щербаков.
Выступал на всемирной зимней Универсиаде 2007 года в Турине, стал бронзовым призёром в эстафете в составе сборной России, в личных видах лучшими результатами были восьмые места в индивидуальной гонке и масс-старте.
Неоднократно выигрывал золотые медали чемпионата России, в том числе в 2008 году в гонке патрулей, в 2012 году в спринте, в 2013 году в индивидуальной гонке, в 2014 году в смешанной эстафете, в 2014 и 2015 годах — в гонке патрулей. Также неоднократно становился серебряным и бронзовым призёром чемпионата.
В сезоне 2011/12, после победы на российском отборе, вошёл в состав второй сборной России на Кубке IBU. Участвовал только в одном этапе, лучшим результатом стало 14-е место в гонке преследования в Альтенберге.
В 2012 году окончил Уральскую государственную сельскохозяйственную академию (Екатеринбург).